# Un cœur qui bat (téléfilm)
Pour les articles homonymes, voir Un cœur qui bat.
Un cœur qui bat est un documentaire-fiction français, réalisé par Sophie Révil et Christophe Barraud et diffusé le 8 février 2011 sur France 2.

## Synopsis
Ce film traite du parcours de greffés cardiaques en se basant sur les témoignages de greffés, de patients en attente de greffe, leur famille. Mais aussi de familles de donneurs, et des médecins (cardiologues, chirurgiens...).

## Fiche technique
- Réalisateur : Sophie Révil et Christophe Barraud
- Scénario : Thierry Debroux et Sophie Révil
- Musique : Stéphane Moucha
- Durée : 100 min
- Pays :  France
- Date de diffusion : 8 février 2011 sur France 2

## Distribution
- Salomé Stévenin : Maud
- Florian Choquart : Julien
- Marie Berto : Catherine Amrein, (médecin transplanteur)
- Farida Rahouadj : Leila, la mère de Julien
- Tony Gaultier : Romain Guillemain, (médecin transplanteur)
- Vincent Lindon : le narrateur (voix)
- Francesca Faiella : Susanna Salvi (chirurgienne cardiaque)
- Maxime Roger : Marc (Le Patient)